# Georges Maxime Temmer
Georges Maxime Temmer (geboren 10. April 1922 in Wien; gestorben 12. Januar 1997 in Princeton (New Jersey)) war ein US-amerikanischer Physiker.

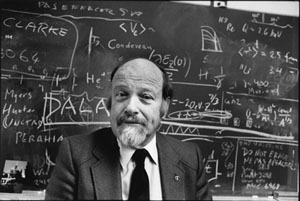
Erling Mandelmann: Georges M. Temmer als „herausragender“ Lehrer (1987)

## Leben
Georges Maxime Temmer wurde in eine jüdische Familie geboren, gehörte aber in späteren Jahren keiner Religionsgemeinschaft mehr an. Er war ein Sohn des Textilkaufmanns Friedrich (Frederic M.) Temmer und der Margaret Jeiteles, er hatte einen Bruder. Er besuchte ein Gymnasium in Wien und das Wiener Konservatorium. Nach dem Anschluss Österreichs 1938 floh die Familie nach Frankreich, im späten Sommer 1939 hielt sie sich in Jugoslawien auf und ging von dort nach Kriegsausbruch in die USA. Temmer studierte ab 1940 Physik am Queens College in New York City mit einem B. Sc.-Abschluss. Er heiratete 1943 die Labortechnikerin Odette Fluchere, in zweiter Ehe war er seit 1979 mit der Bibliothekarin Sylvia Bjornberg verheiratet, er hatte drei Kinder. Er machte 1944 einen M. A. in Physik an der University of California, Berkeley und war danach Soldat der US Navy. 1946 nahm er das Studium wieder auf und wurde 1949 promoviert.
Temmer arbeitete zwei Jahre als Forschungsassistent an der University of Rochester und weitere zwei Jahre, 1951–1953, beim National Bureau Standards in Washington, bevor er bei der Carnegie Institution of Washington in einer Abteilung für Erdmagnetismus angestellt wurde. 1960 ging er als Professor und Direktor des Labors für Nuklearphysik an die Florida State University, Tallahassee, und 1963 an die Rutgers University, New Brunswick, wo er auch noch nach 1991 als Emeritus lehrte. Er erhielt einen Lindback Award for distinguished teaching. Temmer publizierte mehr als 100 Beiträge in wissenschaftlichen Zeitschriften. Als Gastprofessor kam er in der Welt herum und war 1973 als erster amerikanische Nuklearphysiker zu Gast in der Volksrepublik China, 1980 war er Gastprofessor an der Fudan-Universität Shanghai, 1984 war er mit einem Humboldt-Stipendium an die Universität Bonn eingeladen.
Temmer gehörte zum Herausgeberkreis des Annual Review of Nuclear Science. Er war Fellow der American Physical Society und wurde 1994 vom Queens College zum Ehrendoktor ernannt. Er engagierte sich in der National Science Foundation und war im Beraterausschuss des „Committee for a SANE Nuclear Policy“.